# Challenger Cup w piłce siatkowej mężczyzn
Challenger Cup w piłce siatkowej mężczyzn (oficjalnie: FIVB Volleyball Men's Challenger Cup) – międzynarodowe rozgrywki w piłce siatkowej mężczyzn, organizowane corocznie od 2018 roku przez Międzynarodową Federację Piłki Siatkowej (FIVB) dla drużyn, które w danym roku nie uczestniczyły w Lidze Narodów.
Challenger Cup stanowi formę turnieju kwalifikacyjnego do Ligi Narodów. Zwycięzca Challenger Cup uzyskuje prawo gry w Lidze Narodów w przyszłym roku.

## System rozgrywek
W dwóch pierwszych edycjach Challenger Cup uczestniczyło sześć reprezentacji wyłonionych w drodze kontynentalnych kwalifikacji. Drużyny podzielone były na dwie grupy. W każdej grupie znajdowały się po trzy reprezentacje, które grały ze sobą po jednym spotkaniu. Dwie najlepsze drużyny z każdej z grup uzyskiwały awans do półfinału. Zwycięzcy półfinałów walczyli o zwycięstwo w całych rozgrywkach, natomiast przegrani rywalizowali w meczu o 3. miejsce. Złoty medalista Challenger Cup uzyskiwał prawo gry w Lidze Narodów.
Od edycji 2022 w Challenger Cup uczestniczy osiem drużyn narodowych. Sześć z nich zostaje wyłoniona w drodze kontynentalnych kwalifikacji, przy czym federacji europejskiej  CEV przypadają dwa miejsca, a pozostałym (AVC, CAVB, CSV, NORCECA) po jednym miejscu. Grupę uczestników uzupełnia gospodarz Challenger Cup oraz drużyna relegowana z Ligi Narodów. Na podstawie pozycji w rankingu FIVB, drużyny zostają podzielone na cztery pary ćwierćfinałowe. Zwycięzcy ćwierćfinałów awansują do półfinałów. Zwycięzcy półfinałów walczą o zwycięstwo w całych rozgrywkach, natomiast przegrani rywalizują w meczu o 3. miejsce. Złoty medalista Challenger Cup uzyskuje prawo gry w Lidze Narodów.
V edycja Challenger Cup będzie ostatnią w historii tych rozgrywek, w związku z reformą Ligi Narodów, która wejdzie w życie w 2025 roku.

## Medaliści
| Edycja | Rok  | Gospodarz  | 1. miejsce | 2. miejsce | 3. miejsce       |
| ------ | ---- | ---------- | ---------- | ---------- | ---------------- |
| I      | 2018 | Matosinhos | Portugalia | Czechy     | Estonia          |
| II     | 2019 | Lublana    | Słowenia   | Kuba       | Białoruś         |
| III    | 2022 | Seul       | Kuba       | Turcja     | Korea Południowa |
| IV     | 2023 | Doha       | Turcja     | Katar      | Ukraina          |
| V      | 2024 | Linyi      | Chiny      | Belgia     | Egipt            |

## Klasyfikacja medalowa
| Lp.               | Reprezentacja     | Złoto | Srebro | Brąz | Razem |
| ----------------- | ----------------- | ----- | ------ | ---- | ----- |
| 1                 | Kuba              | 1     | 1      | 0    | 2     |
| 1                 | Turcja            | 1     | 1      | 0    | 2     |
| 3                 | Chiny             | 1     | 0      | 0    | 1     |
| 3                 | Portugalia        | 1     | 0      | 0    | 1     |
| 3                 | Słowenia          | 1     | 0      | 0    | 1     |
| 6                 | Belgia            | 0     | 1      | 0    | 1     |
| 6                 | Czechy            | 0     | 1      | 0    | 1     |
| 6                 | Katar             | 0     | 1      | 0    | 1     |
| 9                 | Białoruś          | 0     | 0      | 1    | 1     |
| 9                 | Egipt             | 0     | 0      | 1    | 1     |
| 9                 | Estonia           | 0     | 0      | 1    | 1     |
| 9                 | Korea Południowa  | 0     | 0      | 1    | 1     |
| 9                 | Ukraina           | 0     | 0      | 1    | 1     |
| Razem (13 krajów) | Razem (13 krajów) | 5     | 5      | 5    | 15    |

## Osiągnięcia poszczególnych reprezentacji
| Reprezentacja    | 2018 | 2019 | 2022 | 2023 | 2024 | Razem |
| ---------------- | ---- | ---- | ---- | ---- | ---- | ----- |
| Australia        |      |      | 5    |      |      | 1     |
| Belgia           |      |      |      |      | 2    | 1     |
| Białoruś         |      | 3    |      |      |      | 1     |
| Chile            | 5    | 6    | 8    | 4    | 7    | 5     |
| Chiny            |      |      |      | 5    | 1    | 2     |
| Chorwacja        |      |      |      |      | 5    | 1     |
| Czechy           | 2    |      | 4    |      |      | 2     |
| Dominikana       |      |      |      | 6    |      | 1     |
| Egipt            |      | 5    |      |      | 3    | 2     |
| Estonia          | 3    |      |      |      |      | 1     |
| Katar            |      |      | 7    | 2    | 6    | 3     |
| Kazachstan       | 5    |      |      |      |      | 1     |
| Korea Południowa |      |      | 3    |      |      | 1     |
| Kuba             | 4    | 2    | 1    |      |      | 3     |
| Meksyk           |      |      |      |      | 8    | 1     |
| Portugalia       | 1    |      |      |      |      | 1     |
| Słowenia         |      | 1    |      |      |      | 1     |
| Tajlandia        |      |      |      | 7    |      | 1     |
| Tunezja          |      |      | 6    | 8    |      | 2     |
| Turcja           |      | 4    | 2    | 1    |      | 3     |
| Ukraina          |      |      |      | 3    | 4    | 2     |
| Razem            | 6    | 6    | 8    | 8    | 8    | 36    |